# اچ‌ام‌اس ترموپیل (پی۳۵۵)
اچ‌ام‌اس ترموپیل (پی۳۵۵) (به انگلیسی: HMS Thermopylae (P355)) یک زیردریایی بود که طول آن ۲۷۶ فوت ۶ اینچ (۸۴٫۲۸ متر) بود. این زیردریایی در سال ۱۹۴۵ ساخته شد.